# 앙투안 기젱가

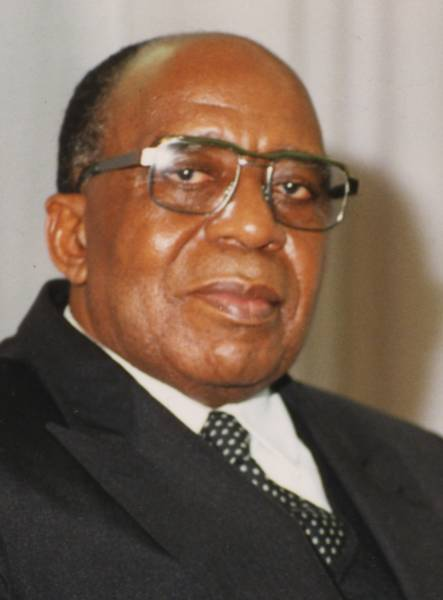

앙투안 기젱가(Antoine Gizenga, 1925년 10월 5일 ~ 2019년 2월 24일)는 콩고 민주 공화국의 정치인으로, 2006년 ~ 2008년 콩고 민주 공화국의 총리를 지냈다. 기젱가는 통합 루뭄바주의당 (Parti Lumumbiste Unifié, PALU)의 서기장이다.
기젱가는 콩고 민주 공화국이 벨기에로부터 독립하기 이전인 1950년대, 파트리스 루뭄바가 이끄는 콩고 국민 운동에 참가해 당 간부가 되었다. 1960년 콩고 민주 공화국의 독립 직후, 조제프 카사부부와 파트리스 루뭄바의 충돌로 혼란스러운 정국이 초래되었고, 같은 해 9월 모부투 세세 세코의 쿠데타로 루뭄바가 구속되면서, 기젱가는 루뭄바 지지 세력의 지지 기반인 스탠리빌 (Stanleyville, 지금의 키상가니) 로 돌아가 콩고 자유 공화국이라는 새 정부를 수립하였다. 기젱가는 새 정부에서 총리 역할을 하였다.
새 정부는 국제 연합의 인정을 받았으나 결국에는 와해되고, 기젱가는 총리 직에서 물러났다. 이후 1962년부터 1965년까지 투옥되었으며, 모부투 정권의 강요로 1965년부터 1992년까지 망명 생활을 하였다.
2006년, 콩고 민주 공화국에서 처음으로 열린 민주 선거에서 통합 루뭄바주의당을 이끌고 출마했으며, 결과는 조제프 카빌라, 장피에르 벰바에 이은 3위였다. 기젱가는 결선 투표에서 카빌라를 지지, 카빌라는 선거에서 승리하자 2006년, 기젱가를 총리에 임명하였다. 하지만 기젱가는 콩고 민주 공화국군의 개혁에 실패하고 카빌라와 대립했으며, 2008년 총리에서 물러났다.